# Fidelia Bridges

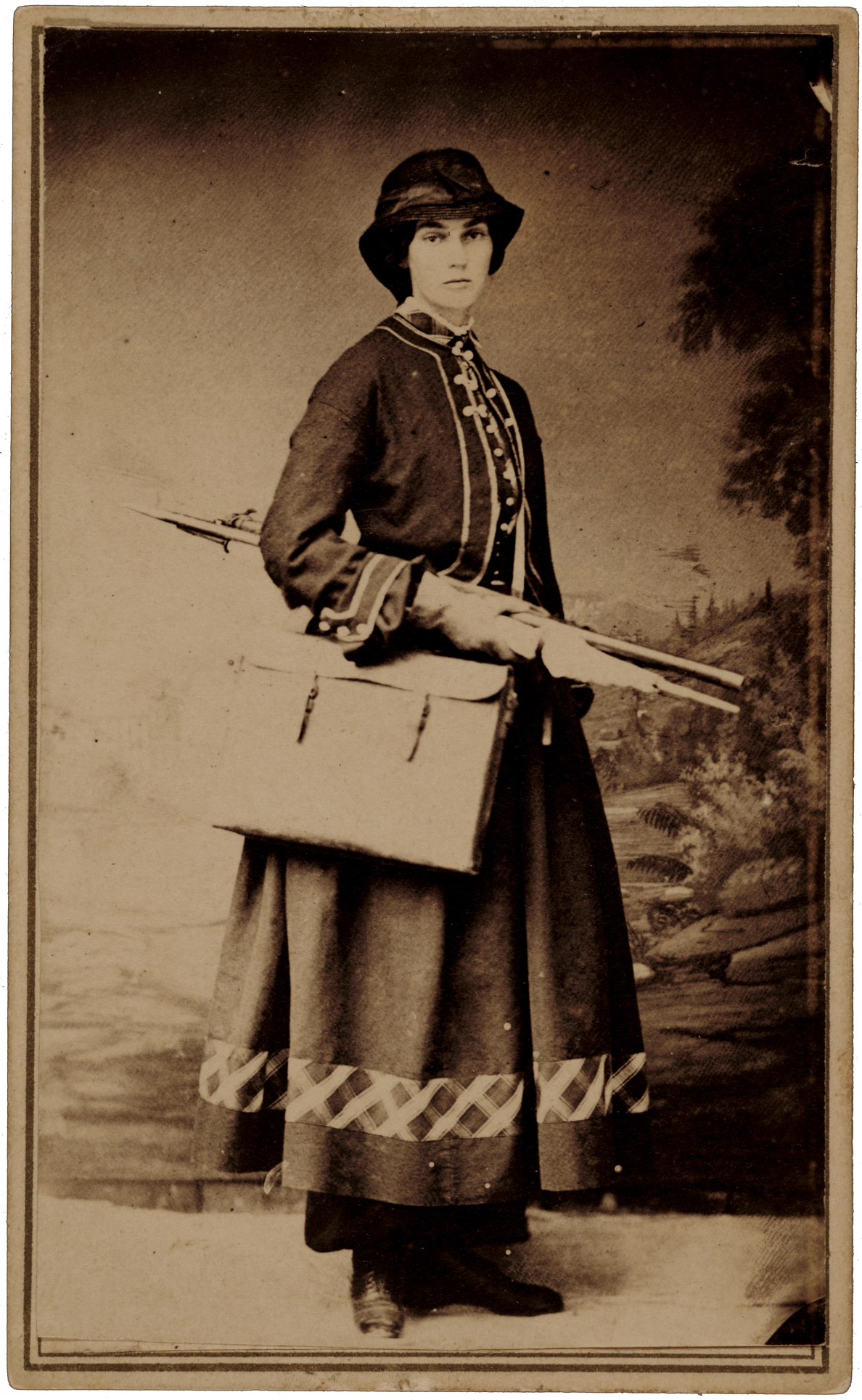
Fidelia Bridges (um 1864)

Fidelia Bridges (* 19. Mai 1834 in Salem, Massachusetts; † 14. Mai 1923 in Canaan, Connecticut) war eine US-amerikanische Malerin, die hauptsächlich für Naturstudien bekannt ist.

## Leben
Fidelia Bridges wurde im Mai 1834 in Salem bei Boston als Tochter eines Kapitäns und seiner Ehefrau geboren; sie hatte drei Geschwister. Im Dezember 1849 verstarb ihr Vater während eines Aufenthalts in China, wovon die Familie erst einige Monate erfuhr und zwar wenige Stunden, nachdem auch ihre Mutter verstorben war. Daraufhin übernahmen Fidelias ältere Schwestern die Verantwortung für sie und einen jüngeren Bruder. Erste Bemühungen der Geschwister, mit einer Schule den Lebensunterhalt zu verdienen, blieben erfolglos. Auf Anregung der Dichterin und späteren Bildhauerin Anne Whitney, einer Freundin von Fidelias älterer Schwester Eliza, zogen die Geschwister daraufhin 1854 nach Brooklyn, wo Fidelia als Gouvernante für den Kaufmann William Augustus Brown arbeitete. In New York kam Bridges bald in Kontakt mit John Ruskin und den Präraffaeliten und fasste bald eine eigene Laufbahn als Künstlerin ins Auge. Auf Einladung von Anne Whitne besuchte sie Anfang 1860 mit Whitney einen Vortragsreihe von William Trost Richards in der Pennsylvania Academy of the Fine Arts in Philadelphia, wo sie sich im März desselben Jahres als Studentin einschrieb. Teile der Studienkosten wurden von William Augusts Brown und seiner Familie getragen.
In den nächsten Jahren wurde Richards ihr Mentor, der sie weiter in den Stil der Präraffaeliten einführte. Stilistisch und technisch entsprach ihr Werk sehr dem der American Pre-Raphaelites; viele ihrer Gemälde waren detailreiche Naturstudien, in denen sie Pflanzen oder Vögel in ihrer natürlichen Umwelt zeigte, stets aber ihr Hauptobjekt in den Vordergrund stellte. Ab 1862 zeigte sie mehrere ihrer Werke auf Ausstellungen der Pennsylvania Academy of the Fine Arts, auch nachdem sie 1863 nach Brooklyn zurückkehrte und dort ein eigenes Atelier begründete. Bald stellte sie auch bei der Brooklyn Art Association und in der National Academy of Design aus. 1867 reiste sie gemeinsam mit Anne Whitney und anderen Freundinnen nach Europa und besuchte die Schweiz und Rom, bevor sie 1868 nach Brooklyn zurückkehrte. Weitere Ausflüge führten sie von New York City aus nach Upstate New York in die Adirondack Mountains. Sowohl in den Adirondacks als auch in den Alpen betätigte sie sich als Bergsteigerin. Ab 1871 verbrachte sie die Sommer regelmäßig im Küstenort Stratford in Connecticut, wo sie unzählige Motive für weitere Naturstudien fand. Ebenso wirkte sie über die Sommermonate im nah gelegenen Old Lyme, das sie über ihre Freundschaft mit dem Porträtmaler Oliver Ingraham Lay kennengelernt hatte.

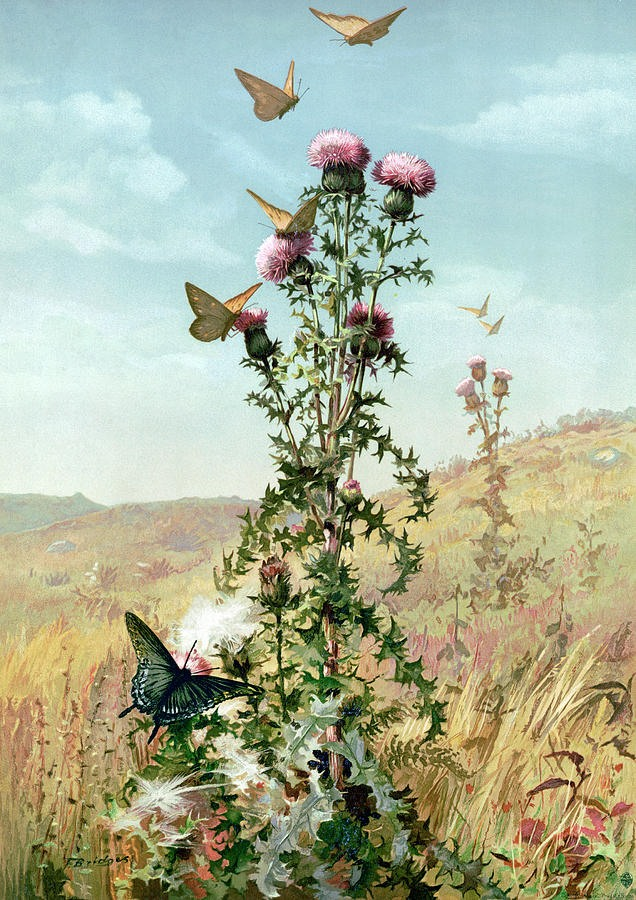
Fidelia Bridges: Thistle (1886)

Ab den 1870er Jahren stellte Bridges fast ausschließlich Aquarelle aus. Zunehmend gelang es ihr, sich als anerkannte Künstlerin zu etablieren. 1873 wurde sie als assoziiertes Mitglied in die National Academy of Design aufgenommen, zwei Jahre später wurde sie Mitglied der American Society of Painters in Water Colors, wo sie fortan über die nächsten 30 Jahre regelmäßig ihre Werke zeigte. 1876 war sie mit drei Gemälden auf der Centennial Exhibition vertreten. Parallel verkaufte sie erste Werke an den Verlag von Louis Prang, der sie von 1881 bis 1899 fest beschäftigte und ihr so ein Schaffen in finanzieller Sicherheit ermöglichte. Bridges belieferte Prang unter anderem mit Motiven für dessen populäre Weihnachtskarten. Davon abgesehen begann Bridges in den 1880er Jahren, zunehmend zum einen Stillleben von Blumenarrangements oder Vögeln und zum anderen klassischere Landschaftsgemälde anzufertigen, die von ihren früheren Detailstudien wegtendierten und stattdessen offenere Landschaften zeigten. Verstärkt nahm sie auch Elemente der damals populären japanischen Kunst in ihre Werke auf. Gleichzeitig war sie erbost, dass viele einheimische Vögel zunehmend vom Aussterben bedroht waren, weil ihre Federn von der Kleidungsindustrie genutzt wurden, und begrüßte Bemühungen zum Artenerhalt.
1883 arbeitete Bridges für ein Jahr als Gouvernante für Mark Twain, der sie schon zuvor in ihrem künstlerischen Schaffen unterstützt hatte. Neben der Malerei arbeitete sie seit den späten 1870er Jahren auch als Illustratorin und illustrierte einige Bücher sowie Artikel für Scribner’s Magazine. Ab 1890 lebte Bridges dauerhaft in Canaan, einer Ortschaft im Nordwesten von Connecticut, wo sie ein Haus am Ufer des Blackberry River bewohnte. Von dort aus fuhr sie in regelmäßigen Abständen nach New York, um dort am Kunst- und Gesellschaftsleben teilzunehmen; hin und wieder besuchte sie auch ihren in England lebenden Bruder. An ihrem Lebensende widmete sie sich hauptsächlich der Gartenarbeit, bevor sie 1923 fünf Tage vor ihrem 89. Geburtstag in Canaan verstarb. In ihrem Gedenken richtete die Stadt ein kleines Vogelschutzgebiet ein. 1985 wurden einige ihrer Werke in einer Sonderausstellung zu den US-Präraffaeliten im Brooklyn Museum gezeigt. Im Sommer 2017 stellte auch das Florence Griswold Museum in Old Lyme, Connecticut, als Teil der Sonderausstellung Flora/Fauna: The Naturalist Impulse in American Art eine Reihe von Bridges’ Gemälden aus. Weitere ihrer Bilder sind heute in den Sammlungen vieler US-amerikanischer Kunstmuseen zu finden. 2023 publizierte die Kunsthistorikerin Katherine Manthorne eine Biografie über Bridges. Im Dezember 2024 würdigte sie die New York Times mit einem nachträglichen Nachruf als Teil der Reihe „Overlooked No More“, die herausragende Persönlichkeiten vorstellt, die von der New York Times zum Todeszeitpunkt nicht mit einem Nachruf bedacht wurden.